# Maison communale de Tourneppe

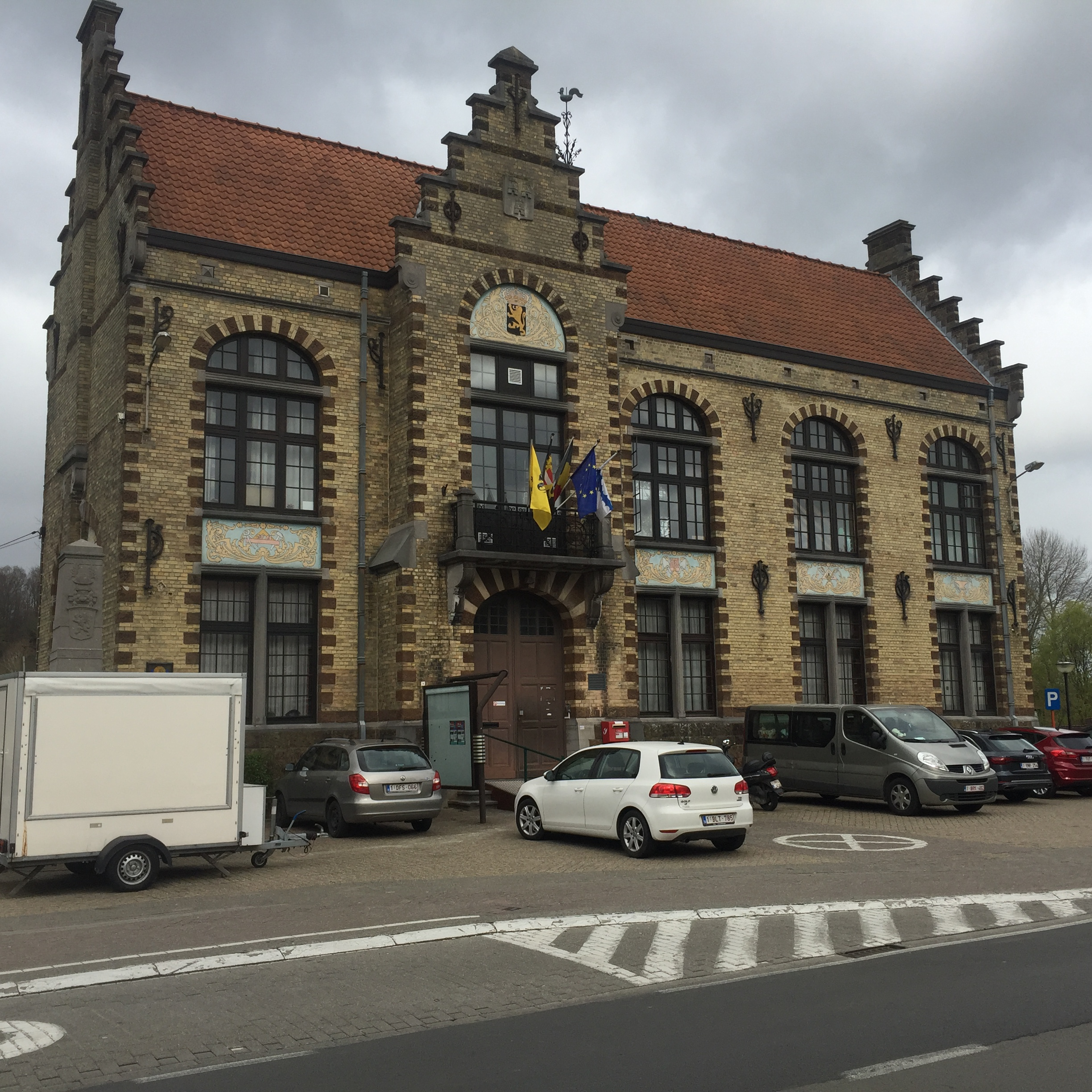

L'ancienne maison communale de Tourneppe (en néerlandais : Gemeentehuis van Dworp) est un bâtiment du village de Tourneppe (en néerlandais : Dworp) dans la commune belge de Beersel, dans la province du Brabant flamand. Le bâtiment est situé au 612, chaussée d'Alsemberg. 
À environ 200 mètres à l'est se trouve l'église de Tourneppe, l'église Saint-Géry de Tourneppe. 

## Histoire
Le bâtiment a été conçu par Henri Jacobs, de Schaerbeek. Le bâtiment remplace une ancienne église et un cimetière. Il a été construit entre 1900 et 1902. Certaines parties de l'église ont été utilisées pour la construction du nouvel hôtel de ville, comme le grès de fer (qui se trouve dans le socle, les bandes murales et les harpes). Le coq de l'église a également été repris. La maison communale a été officiellement inaugurée en 1902. 

## Bâtiment
La maison communale a été construite dans le style éclectique et se caractérise par une combinaison d'éléments traditionnels avec des détails d'Art nouveau. Henri Jacobs également utilisé de nombreux matériaux colorés. Dans sa conception et sa structure, la maison communale témoigne de l'importance toujours croissante du gouvernement civil aux XIXe et XXe siècles et de la nécessité d'ériger des bâtiments représentatifs où le conseil municipal pourrait se réunir. 
En 1958, l'ensemble du bâtiment a été rénové et redessiné selon le design de l'AVEMA de Bruxelles. Des réparations ont été effectuées en 1974, sous la direction de l'architecte Jef Lemmens. En 1981, la place devant la maison communale a été repensée et la place autour du pilori de Tourneppe a également été rénovée. 
Le premier changement majeur est intervenu en 1987. Jusque-là, le bâtiment était utilisé comme maison communale, mais à partir de 1987, le bâtiment a servi de poste de police. Cette nouvelle fonction signifiait un design intérieur complètement nouveau. Ceux-ci étaient dirigés par P Dewit, architecte. Il ne reste rien de cette rénovation, puisque le bâtiment a été mis en service à partir de 2011 par l'IBO de Malleboot, organisé par l'association asbl 3Wplus Kinderopvang. 
Depuis le 17 mai 2018, une procédure est en cours pour en faire un monument protégé.